# Музей Фаберже
Музе́й Фаберже́ (нім. Fabergé Museum) — перший у світі музей, повністю присвячений творчості фірми ювеліра Карла Фаберже. Музей заснований колекціонером Олександром Івановим і розташований у німецькому місті-курорті Баден-Баден.

## Експозиція
В унікальній колекції музею, що нараховує понад 700 експонатів, представлений весь спектр творів фірми Фаберже від Імператорських великодніх яєць до виробів з металу часів Першої світової війни. Поряд з великою колекцією ювелірних виробів зібрання музею містить найбільшу у світі колекції портсигарів, мініатюрних фігурок анімалістичного жанру, виробів повсякденного побуту зі срібла, золота, дорогоцінного і напівдорогоцінного каміння.
Найзначнішим придбанням Іванова стало яйце Фаберже — «Яйце Ротшильда», створене в 1902 році, на замовлення французької гілки родини Ротшильдів. Іванов придбав його під час міжнародних торгів на аукціоні Крістіс (англ. Christie's International) 28 листопада 2007 ріку. Його ціна склала 9 мільйонів британських фунтів (18,5 мільйонів доларів на той момент). За словами Іванова — «це найкращий твір Фаберже».
Крім «Яйця Ротшильда», до колекції музею належить рідкісний срібний графин у формі кролика, і створене фірмою Фаберже до великодня 1917 року імператорське пасхальне «Березове» яйце, зроблене з карельської берези, оздоблене золотом і діамантами. Придбання цього яйця викликало деякий сумнів експертів, так як про його існування не було відомо раніше. Зараз Іванов має в своєму розпорядженні достатню кількість документів, зібраних в дослідницьких фондах і державних архівах Росії, які свідчать про автентичність яйця.

## Історія
Музей Фаберже був відкритий в Баден-Баден в травні 2009 року.
За словами Іванова, придбання та роботи з реновації музею обійшлися в приблизно 17 мільйонів євро, включаючи охоронну систему, яка обійшлася в один мільйон євро. Іванов вибрав Баден-Баден, що знаходиться близько західного кордону Німеччини, оскільки «курорт знаходиться поблизу від Франції і користується великою популярністю у заможної публіки, більше того він історично є найпопулярнішим курортом серед росіян». Місцевий уряд також спочатку підтримував ідею проекту.

### Плани розширення
Незабаром у Музеї Фаберже відкриється нове крило, яке додасть додаткових 600 метрів виставкового простору, присвяченого старим європейським майстрам і доколумбовим ювелірним виробам з Перу.

### Судова справа
У квітні 2009 року, за місяць до відкриття Музею Фаберже, компанія під назвою Faberge Ltd., зареєстрована на Кайманових островах, подала позов проти Музею Фаберже, стверджуючи, що саме вона володіє правами на назву «Фаберже». Ця судова справа ускладнила перший рік існування музею, оскільки музею було забороно використовувати ім'я «Фаберже», що робило неможливим навіть повісити вивіску з назвою при вході до музею.  Результатом процесу стало безпрецедентне рішення арбітражного суду у Франкфурті на Майні в січні 2010 року, яке не тільки легітимізувало використання імені Карла Фаберже музеєм, а й зобов'язало компанію позивача сплатити всі судові витрати. В основу прийнятого судом рішення покладений постулат, що ім'я відомої історичної особистості не може бути узурповане для комерційного використання, так як є загальнодоступною культурною спадщиною.